# Document imaging

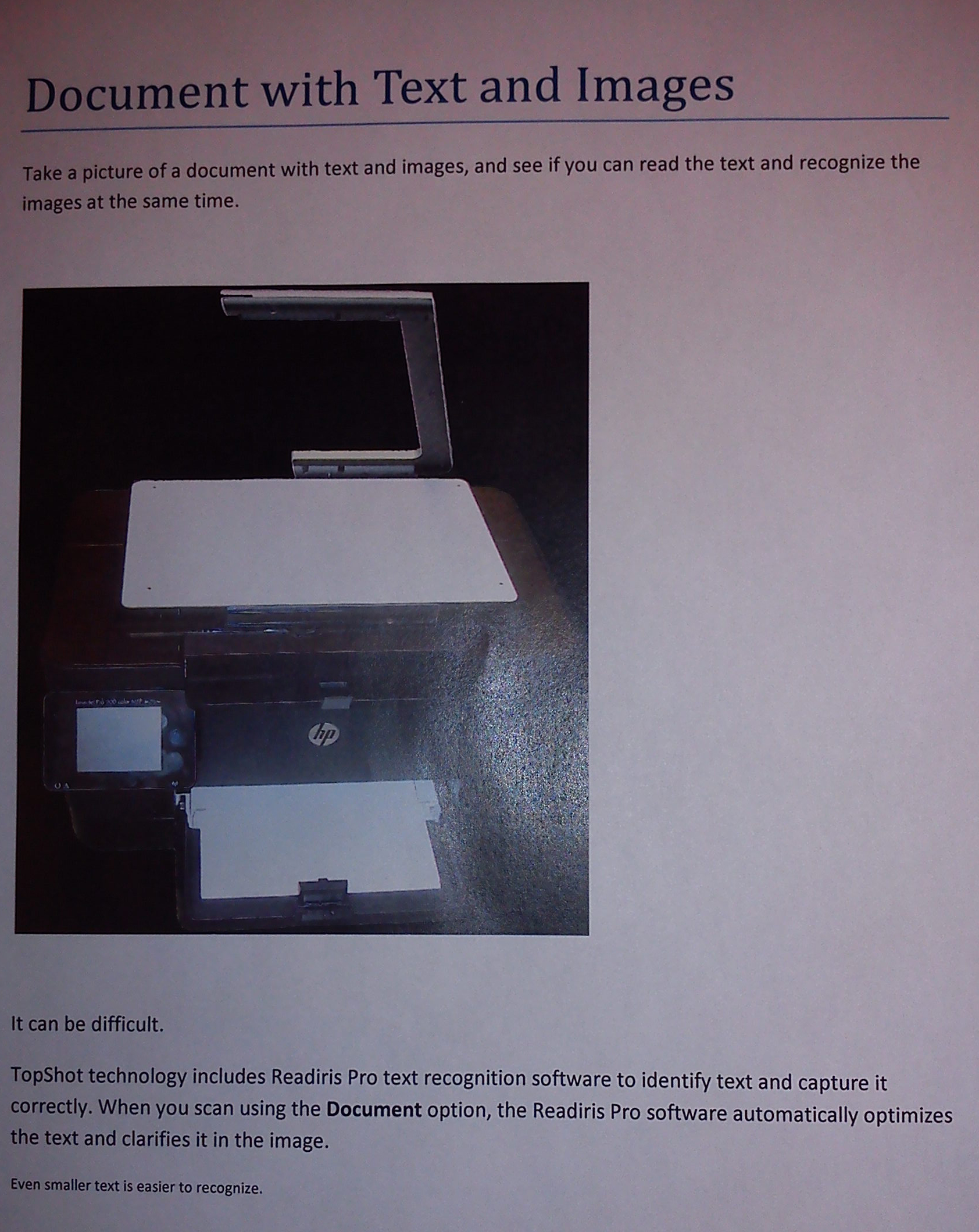
Foto de um documento tirada com um celular.

Document imaging é uma tecnologia de gerenciamento eletrônico de documentos, ou GED, responsável pela conversão de documentos em meio físico para digital.
É a tecnologia mais conhecida do GED pela vasta utilização em conversão de papel para imagem. Através de um fluxo de trabalho, o documento é digitalizado, por meio de equipamentos chamados scanners, e indexados onde são atribuídos metadados para possibilitar a organização e localização da imagem do documento posteriormente.